# ジョゼフ・ウォンボー
ジョゼフ・ウォンボー（Joseph Wambaugh、1937年1月22日 - 2025年2月28日）は、アメリカ合衆国の推理作家。ディテクティブ出身のため、アメリカの警察を主題としたフィクション・ノンフィクション作品を多く執筆しており、作品のいくつかはロサンゼルス市警察の警察官が主人公である。

## 経歴
父親も警察官で、ウォンボー自身は17歳の時にアメリカ海兵隊へ入隊し、18歳の時に結婚した。
チャフィ・カレッジで短期大学士を取得し、1960年にロサンゼルス市警察へ入る。14年間勤め、パトロール警官から巡査部長まで昇進した。カリフォルニア州立大学ロサンゼルス校（CSULA）で学士と修士号を取得した。

## 作家としてのキャリア

### テーマ
ロス市警在職中の1971年に出版した処女作『センチュリアン』（原題：The New Centurions ）は、警察官の姿をリアルに描き出し、評論家からも読者からも高評価を得た。噂では、「サインを求める人に手錠をかけた」と言っていたという。
1974年に退職し、専業作家になると間もなく人気作家となる。『ブルー・ナイト』（原題：The Blue Knight ）、『クワイヤボーイズ』（原題：The Choirboys ）、『ブラックマーブル』（原題：The Black Marble ）などのフィクション作品を執筆しながら、『オニオン・フィールドの殺人』（原題：The Onion Field ）など実際に起こった犯罪についてノンフィクション作品を上梓した。1981年に発表した『ハリウッドの殺人』（原題：The Glitter Dome ）は、ジェームズ・ガーナー、ジョン・リスゴー主演でテレビ映画化された。
1977年に発表した『ブラック・マーブル』では、地の文の半分ほどが南カリフォルニアの富裕層のライフスタイルの痛烈な風刺で埋めつくされている。ドッグショーや高級住宅地としての威光を失いつつあるパサデナのライフスタイルをパロディ化した。『ハリウッドの殺人』ではポルノ映画産業を、『デルタ・スター刑事』ではノーベル賞をめぐる陰謀と政治との関係を、『ハリー・ブライトの秘密』ではパームスプリングスにセカンドハウスを持ち、酒やドラッグが好きで、カントリークラブの会員の裕福な人々について調べている。『ゴールデン・オレンジ』ではオレンジ郡を、"Finnegan's Week" ではサンディエゴを、"Floaters" はヨットレースのアメリカスカップ開催中のサンディエゴを舞台とし、自身の観察力をより高めた。
1992年、ペンシルベニア州フィラデルフィア郊外で教師スーザン・ラインハートが殺害された事件を基にしたノンフィクション作品"Echoes in the Darkness" を発表。
ウォンボーのノンフィクション作品で最も有名なのが"The Blooding" で、指紋のDNA型鑑定が証拠となり犯人の男が逮捕された、イングランドのレスターで起きた2件の殺人事件を扱っている。2003年、"Fire Lover: A True Story" でエドガー賞最優秀犯罪実話賞を受賞。2004年、アメリカ探偵作家クラブの巨匠賞を受賞した。
2000年代には、カリフォルニア大学サンディエゴ校の演劇科で脚本のゲスト講師として教鞭を取った。

### ハリウッド警察25時シリーズ
2006年、『ハリウッド警察25時』（原題：Hollywood Station ）を上梓し、ノンフィクションからフィクションに戻る。同作は『デルタ・スター刑事』以来となるロス市警の警官の生活を描いた。2008年には続編『ハリウッド警察特務隊』（原題：Hollywood Crows ）を出版。以後、自身初のシリーズ化作品となった。

### 映像化
著書の多くが1970年代から1980年代に映画化またはテレビ映画化された。定年間近のベテラン刑事バンパー・モーガンが活躍する『ブルー・ナイト』（主演：ウィリアム・ホールデン）は、1973年にエミー賞テレビ・ミニシリーズ部門を受賞した。同作は1975年に『ロス警察25時』としてジョージ・ケネディ主演で再びテレビドラマ化された。ウォンボーが描くリアルな警察像は、1970年代半ば以降の刑事ドラマ（「ヒルストリート・ブルース」など）に大きな影響を与えた。
1973年から1978年まで放送されたNBCのドラマシリーズ「ポリス・ストーリー」の製作にも関わった。パトロール警官、巡査、潜入捜査官など様々な面から警官の姿をとらえたアンソロジー仕立ての作品であった。1988年から1989年にかけてABCでリバイバル放送された。
1980年には『オニオン・フィールド』と『ブラック・マーブル』がハロルド・ベッカー監督により映画化された。1981年、『ブラック・マーブル』でウォンボーはエドガー賞脚本賞を受賞した。1977年の映画『クワイヤボーイズ』と合わせて、3作すべてに当時有望な若手として頭角を現していたジェームズ・ウッズが出演している。

### 死去
2025年2月28日、ランチョ・ミラージュの自宅で食道癌により死去。88歳没。

## 著書
小説
| #  | 邦題                   | 原題                        | 刊行年 | 刊行年 | 訳者     | 出版社                           |
| -- | ---------------------- | --------------------------- | ------ | ------ | -------- | -------------------------------- |
| 1  | センチュリアン         | The New Centurions          | 1971年 | 1972年 | 工藤政司 | 早川書房〈ハヤカワ・ノヴェルズ〉 |
| 2  | ブルー・ナイト         | The Blue Knight             | 1972年 | 1975年 | 工藤政司 | 早川書房〈ハヤカワ・ノヴェルズ〉 |
| 3  | クワイヤボーイズ       | The Choirboys               | 1975年 | 1978年 | 工藤政司 | 早川書房〈ハヤカワ・ノヴェルズ〉 |
| 4  | ブラックマーブル       | The Black Marble            | 1978年 | 1979年 | 工藤政司 | 早川書房                         |
| 5  | ハリウッドの殺人       | The Glitter Dome            | 1981年 | 1984年 | 木村二郎 | 早川書房〈ハヤカワ・ノヴェルズ〉 |
| 6  | デルタ・スター刑事     | The Delta Star              | 1983年 | 1985年 | 小林宏明 | 早川書房〈ハヤカワ・ノヴェルズ〉 |
| 7  | ハリー・ブライトの秘密 | The Secrets of Harry Bright | 1985年 | 1987年 | 小林宏明 | 早川書房〈ハヤカワ・ノヴェルズ〉 |
| 8  | ゴールデン・オレンジ   | The Golden Orange           | 1990年 | 1996年 | 小林宏明 | 早川書房〈ハヤカワ・ノヴェルズ〉 |
| 9  |                        | Fugitive Nights             | 1992年 |        |          |                                  |
| 10 |                        | Finnegan's Week             | 1993年 |        |          |                                  |
| 11 |                        | Floaters                    | 1996年 |        |          |                                  |
| 12 | ハリウッド警察25時     | Hollywood Station           | 2006年 | 2007年 | 小林宏明 | 早川書房〈ハヤカワ・ミステリ〉   |
| 13 | ハリウッド警察特務隊   | Hollywood Crows             | 2008年 | 2009年 | 小林宏明 | 早川書房〈ハヤカワ・ミステリ〉   |
| 14 |                        | Hollywood Moon              | 2009年 |        |          |                                  |
| 15 |                        | Hollywood Hills             | 2010年 |        |          |                                  |
| 16 |                        | Harbor Nocturne             | 2012年 |        |          |                                  |
ノンフィクション
| # | 邦題                                  | 原題                                                           | 刊行年 | 刊行年月 | 訳者     | 出版社                                 |
| - | ------------------------------------- | -------------------------------------------------------------- | ------ | -------- | -------- | -------------------------------------- |
| 1 | オニオン・フィールド―ある警官殺害事件 | The Onion Field                                                | 1973年 | 1975年   | 村上博基 | 早川書房〈ハヤカワ・ノンフィクション〉 |
| 2 | メキシコ国境の影                      | Lines and Shadows                                              | 1984年 | 1987年   | 小林宏明 | 早川書房                               |
| 3 | 闇にいる悪魔―高校教師殺人事件         | Echoes in the Darkness                                         | 1987年 | 1989年   | 小林宏明 | 早川書房                               |
| 4 |                                       | The Blooding: The True Story of the Narborough Village Murders | 1989年 |          |          |                                        |
| 5 |                                       | Fire Lover: A True Story                                       | 2002年 |          |          |                                        |

## 参照
- Marling, William. Hard-Boiled Fiction, Case Western Reserve University. Marling page
- WAMBAUGH, Joseph, International Who's Who.